# Ordinary Girl
"Ordinary Girl" is een nummer van de fictieve popster Hannah Montana van de televisieserie Hannah Montana. Het liedje werd uitgebracht op 2 juli 2010 op Radio Disney als promotie voor het laatste seizoen van de serie. Het liedje gaat erover dat Hannah Montana ondanks haar beroemdheid toch eigenlijk ook maar een gewoon meisje is. Op 6 juli 2010 kwam het liedje digitaal uit en op 15 oktober 2012 als cd-single.

## Achtergrond
"Ordinary Girl" is geschreven door Toby Gad en Arama Brown als de eerste niet-promotionele single van de soundtrack. Het liedje was voor het eerst te horen op op Radio Disney op 2 juli 2010; vier dagen later werd het digitaal uitgebracht en op 15 oktober 2010 verscheen de cd-single. Het liedje was te horen in de aflevering "Hannah Montana to the Principal's Office" van Hannah Montana Forever.

## Beoordeling
Stephanie Bruzzese van CommonSenseMedia zei dat de instrumenten op de achtergrond Cyrus haar stem volwassener liet uitkomen. Het lied verscheen op nummer 98 in de Amerikaanse hitlijst Hit Digital Songs voor de week van 11 juli 2010. Twee weken later steeg het naar plaats 49. Op de Billboard's Hot 100 bereikte het positie 91 in de week van 31 juli 2010. Het bleef twee weken op die plek staan en verdween daarna uit de lijst. Op de Radio Disney Top 30 Countdown bleef het drie weken staan op plaats 2, net onder het nummer "Round & Round" van Selena Gomez & the Scene.

## Muziekvideo
In de muziekvideo van dit nummer was Cyrus helemaal niet te zien. Een model nam haar plaats in de video over. De video ging in première op 2 juli 2010.
Aan het begin is te zien hoe Montana zich in haar kleedkamer voorbereidt op het concert.
Ze gebruikt een videocamera om alles te filmen wat er om haar heen gebeurt. Ze zwaait naar het publiek en geeft de camera aan een meisje in het publiek. De video schakelt dan over naar een klaslokaal waar het meisje een feestje heeft na het krijgen van de camera.
Hannahs gezicht is geen enkel moment in de video te zien.

## Tracklist
- Amerikaanse download

1. "Ordinary Girl" (albumversie) - 2:57

- Europese 2-track-cd-single

1. "Ordinary Girl" (albumversie) - 2:57
2. "Ordinary Girl" (instrumentaal) - 2:57

## Hitnotering
| Hitnotering (2010)            | Hoogste positite |
| ----------------------------- | ---------------- |
| Radio Disney Top 30 Countdown | 2                |
| U.S Hot Digital Songs         | 48               |
| US Billboard Hot 100          | 91               |
| UK Singles Chart              | 93               |

## Datum van verschijnen
| Land      | Datum           | Soort drager | Label       |
| --------- | --------------- | ------------ | ----------- |
| Amerika   | 2 juli 2010     | Radio Disney | Walt Disney |
| Amerika   | 6 juli 2010     | Download     | Walt Disney |
| Duitsland | 15 oktober 2010 | Cd-single    | Walt Disney |